# 남용 (1949년)
남용(1949년 3월 16일 ~, 경상북도 울진)은 LG전자 대표이사 부회장을 역임했던 대한민국의 기업인이다.
경동고등학교와 서울대학교 경제학과를 졸업하였다.
대학졸업 후 LG전자에 입사하여 LG그룹 경영혁신추진본부 이사, LG그룹 비젼추진본부 상무이사, LG전자 멀티미디어사업본부 부사장, LG텔레콤 대표이사 사장, 데이콤 사내이사, LG그룹 전략사업담당 사장, LG전자 대표이사 부회장 등을 지냈고, 현재는 포스코 사외이사로 있다.
LG텔레콤 사장으로 재직 당시 동기식 IMT2000 사업을 포기하면서 IMT2000 주파수 할당 관련 규정에 따라 대표이사 자리를 떠나게 되었다.

## 학력
- 서울대학교 경제학과
- 경동고등학교